# Llengües utianes
Les llengües utianes (també anomenades llengües miwok-costano) constitueixen una família de llengües natives dels Estats Units parlades a la zona nord i central de Califòrnia. Els miwok i els ohlone parlaven una llengua pertanyent a aquest grup lingüístic. Totes les llengües utianes es troben en perill de desaparició.

## Classificació
Callaghan (1997) assenyala que el grau de divergència lingüística entre el proto-miwok i el proto-costano seria elevat, comparable al que existeixen entre el llatí i el sànscrit entre les llengües indoeuropees (la qual cosa suggereix molt aproximadament uns 4500 anys de separació). Això equival al fet que encara que el parentiu genètic és demostrable i la protollengua (proto-utià) és reconstruïble, el parentiu per comparació directa no és evident per si mateix i només apareix després d'una comparació extensiva de formes lèxiques.

### Classificació interna
La família utiana consta de 15 llengües (o dialectes) amb dues branques principals, la branca miwokana (miwok) i la branca costana (costanoana). La classificació següent es basa principalment en Callaghan (2001). Altres classificacions qualifiquen al costano del nord, costano del sud, i karkin com a llenguatges únics, amb els següents subgrups, cadascun considerat com a dialecte:
I. Miwok (també anomemat miwok, miwuk, moquelumnan) - 
A. Miwok est
1. Miwok de les planures 1 parlant (1962)
2. Miwok de la badia (també Saclan) (†) – actualment extingit.
i. Miwok Sierra
3. Miwok de la sierra del nord 6 (1994)
4. Miwok de la sierra central 12 (1994)
5. Miwok de la sierra del sud 7 (1994)
B. Miwok Oest
6. Miwok de la costa (†) – Actualment està extingida, i probablement fou una única llengua amb dos dialectes.
a. Miwok Bodega
b. Miwok Marin
7. Miwok del llac 2 (1994)

Mapa de la localització de les llengües costano, amb les principals localitats.

II. Ohlone (també anomenat Costano) (†) – Tota la família Ohlone (Costano) està actualment extingida. Chochenyo, Tamyen, i Ramaytush eren força similars i probablement foren un únic llenguatge amb diversos dialectes.
A. Costano Nord (†)
8. Chalon (també Cholon, Soledad) (†) (?) - Chalon pot ser una llengua de transició entre Costano Nord i Sud.
9. Awaswas (també Costano Santa Cruz) (†) – Tots els parlants documentats de l'Awaswas eren força diferents, pel que probablement no es tractava d'una única llengua.
10. Tamyen (també Tamien, Costano Santa Clara) (†)
11. Chochenyo (també Chocheño, Chocheno, Costano Badia Est)
12. Ramaytush (a.k.a. San Francisco Costano)
B. Costano Sur (†)
13. Mutsun (també San Juan Bautista Costano) (†)
14. Rumsen (també Rumsien, San Carlos, Carmel) (†)
C. Karkin
15. Karkin (també Carquin) (†)

## Dialecte o Llengua
En estudiar les vuit branques del costano, les fonts difereixen sobre si es tracta de vuit dialectes o de vuit llengües independents. Richard Levy es contradiu en aquest punt: primer diu que "els costanos eren un conjunt de petites tribus que parlaven una llengua comuna... distingits uns dels altres per lleugeres diferències en el dialecte", i no obstant això després conclou que "Les vuit branques de la família costano eren llenguatges separats (no-dialectes) tan diferents entre si com l'espanyol del francès." (Levy, 1978:485, "Language and Territory"). Randall Milliken (1995:24-26) afirma que hi havia vuit dialectes, i que els dialectes del nord Ramaytush, Tamyen, Chochenyo i Karkin van poder emergir durant l'era de les missions.

## Descripció lingüística

### Fonologia
L'inventari consonàntic reconstruït pel proto-uti ve donat per:
|                       |                       | Labial | Dental | Post- alveolar | Palatal | Velar | Labio- velar | Glotal |
| --------------------- | --------------------- | ------ | ------ | -------------- | ------- | ----- | ------------ | ------ |
| Obstruent no-contínua | Obstruent no-contínua | *p     | *t     | *ṭ             | *č      | *k    | *kw          | *ʔ     |
| Obstruent contínua    | Obstruent contínua    |        | *s     | *ṣ             | *š      |       |              | *h     |
| Sonant                | nasal                 | *m     | *n     |                |         |       |              |        |
| Sonant                | no-nasal              |        | *l     |                | *y      | *w    |              |        |

Quant a les vocals hi ha 6 vocals breus i 6 vocals llargues com mostra el següent quadr3:
|         | Anterior | Central | Posterior |
| ------- | -------- | ------- | --------- |
| Tancada | *i, *iˑ  | *i, *iˑ | *u, *uˑ   |
| Mitjana | *e, *eˑ  |         | *o, *oˑ   |
| Oberta  |          | *a, *aˑ |           |

### Comparació lèxica: numerals
La següent tabla mostra els numerals de l'1 al 10 en diverses variants de miwok i costano:
| GLOSSA | Costano   | Costano                      | Costano                   | Miwok               | Miwok                | Miwok          | Miwok        |
| GLOSSA | karkin    | proto- costano septentrional | proto- Costano meridional | Miwok de la planura | Miwok de la Sierra C | Miwok del llac | proto- miwok |
| ------ | --------- | ---------------------------- | ------------------------- | ------------------- | -------------------- | -------------- | ------------ |
| 1      | nistxan   | *himen                       | *himitsa                  | kenaty              | keñe                 | kenne          | *kene        |
| 2      | otxin     | *usin                        | *utxin                    | ʔojoko-             | otiko                | otta           | *ʔoṭi        |
| 3      | kapxan    | *kapxan                      | *kapxan                   | teloko              | toloksu              | teleka         | *telo-       |
| 4      | katawaš   | *katwats                     | *ut?it                    | ʔojeko              | oyisa                | otota          | *ʔoyisa-     |
| 5      | misuru    | *misur                       | *parw?š                   | kasoko              | masoka               | kedekko        | *maso.ka     |
| 6      | tanipos   | *saken                       | *(imi)nuksa               | temepu              | temoka               | patsadat       | *temo.ka     |
| 7      | kenetis   | *kenetis                     | *utuktsa                  | kenekak             | kenekagu             | cemlawi        | *kene.kak    |
| 8      |           |                              |                           | kawinta-            | kawinta              | ottaia         | *kawinṭa     |
| 9      | talan     | *tala-                       | *paki                     | woʔe                | woe                  | kenenhekak     | *woʔe-       |
| 10     | tagteitis | *tantsarkt                   |                           | ʔekuke              | naatca               | ukukulsi       | *naʔača      |